# Notre-Dame-de-Stanbridge
Notre-Dame-de-Stanbridge è un comune del Canada, situato nella provincia del Québec, nella regione di Montérégie.